# Райдзю
Райдзю (яп. 雷獣 Райдзю:, «громовой зверь») — легендарное существо из японской мифологии, вероятное воплощение молнии. Его тело состоит из молний, и он может предстать в форме различных животных (в том числе рыб, земноводных и насекомых), таких как волк, енотовидная собака, кролик,  дикобраз, медведь, белка, крыса, мышь, тигр, кот, олень, кабан, чёрный или белый леопард, лиса, японский серау, хорёк, куница, а также морских млекопитающих (например, кита, морского котика или дельфина).

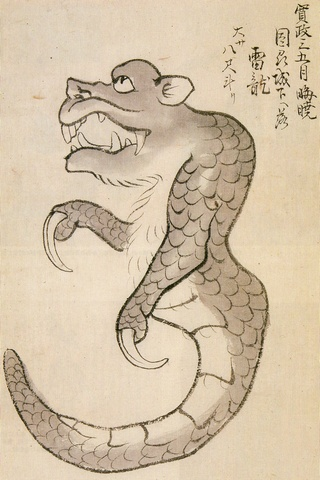
Райдзю (иллюстрация 1791 года)

Райдзю является спутником Райдзина, синтоистского бога грозы. Своеобразным поведением райдзю является привычка спать в человеческом пупке. Это побуждает Райдэна метать молнии-стрелы в райдзю, чтобы его пробудить, и таким образом наносится ущерб человеку, на чьём брюхе это существо решило вздремнуть. По этой причине суеверные японцы в ненастную погоду часто спят на животе; в других легендах говорится, что «громовой зверь» прячется в пупки только тех людей, которые во время грозы спят на открытом воздухе.

## Отдельные свидетельства
В Китае «громового зверя» описывали животным с обезьяньей головой, имеющим зеркальные глаза, малиновые губы и на каждой лапе по два острых когтя. В японской книге «Синрайки» (Записки о Громе) приводилось свидетельство, что в июле 1766 года «громовой зверь» упал на гору Ояма в провинции Сагами, где и был пойман местным крестьянином, который демонстрировал его за плату на мосту Рёгоку в Эдо. По описанию, это незнакомое японцам животное выглядело как ласка, имело чёрную шерсть, а размером едва превышало домашнюю кошку, лапки были пятипалыми. При хорошей погоде зверёк был смирным, а в грозу становился диким и неуправляемым.

## Райдзю в популярной культуре
- В манге «Капитан Цубаса» третий специальный удар Кодзиро Хюги был назван «Райдзю-выстрел» из-за его резкости.
- В манге и аниме «Cardcaptor Sakura» карта Грома принимает форму райдзю.
- В манге «×××HOLiC» райдзю появляется в магазине электроники.
- В серии ролевых игр «Shin Megami Tensei» райдзю является одним из вызываемых демонов.
- В аниме, видеоиграх и карточной игре «Покемон» 26-й покемон называется «Райчу» по имени существа из легенды. Кроме того, покемон № 243 под названием «Райкоу» создан по образу райдзю. Electrike и Manectric, как полагают, также основываются на японской фольклоре.
- В аниме и манге «InuYasha» братья-райдзю Хитэн и Мантэн являются печально известными демонами молнии.
- В манге «Rosario + Vampire» руководитель 5-го подразделения Райка «Сказка» в своей истинной форме является райдзю.
- В романе Raiju: A Kaiju Hunter Novel (2010 год) райдзю представлен как гигантский монстр (лев-дракон с властью над огнём), а также как ками. В мечтах подростка Кевина Такахаси, который имеет власть вызывать райдзю, это существо также проявляется как красивая рыжеволосая женщина в кимоно.
- На образе райдзю основан Digimon Raidramon.
- В манге «Наруто» герой Какаси Хатакэ владеет техникой, которая создаёт волка, мечущего молнии, и называется «Райдзю Хасири-но дзюцу».
- В фильме «Тихоокеанский рубеж» одному из кайдзю присваивается кодовое имя «Райдзю».
- В аниме «Magic Knight Rayearth» Инова (слуга верховного жреца Загато) появляется во время грозы в своей истинной форме, которая выглядит как огромный белый волк, управляющий молниям
- В игре Phasmophobia Райдзю — один из видов призраков, с которыми может столкнуться игрок.